# Mondragon (Vaucluse)
Mondragon település Franciaországban, Vaucluse megyében. Lakosainak száma 3756 fő (2022. január 1.). Mondragon Rochegude, Pont-Saint-Esprit, Saint-Alexandre, Vénéjan, Bollène, Lamotte-du-Rhône, Mornas és Uchaux községekkel határos.

## Népesség
A település népességének változása:
| Lakosok száma | 3745 | 3868 | 3898 | 3792 | 3754 | 3736 | 3708 | 3679 | 3756 |
|               | 2013 | 2015 | 2016 | 2017 | 2018 | 2019 | 2020 | 2021 | 2022 |